# ジャニーズWEST LIVE TOUR 2020 W trouble
『ジャニーズWEST LIVE TOUR 2020 W  trouble』(ジャニーズ ウエスト ライブ ツアー 2020 だぶるとらぶる)は、ジャニーズWESTの10作目のライブ・ビデオ。2021年10月6日にジャニーズ・エンタテイメントから発売。
2020年12月11日から13日まで行われた配信ライブより、濵田崇裕の誕生日を祝った12月13日夜公演を新たに編集したものを収録。
初回仕様(DVD)、初回仕様(Blu-ray)、通常仕様(DVD)、通常仕様(Blu-ray)の4形態で発売。

## 封入特典・仕様
初回盤
- 2枚組/スペシャルフォトブックパッケージ
- 48Pブックレット
- 組み立て式VRゴーグル(スマートフォン用)

通常盤
- 2枚組/ポストカード2枚封入

## 収録曲

### 本編映像

#### Disc 1
1. OVERTURE
2. W trouble
3. one chance
4. Unlimited
5. プリンシパルの君へ
6. WESTォォォォ!!! 〜愛のセッション〜
7. INTER
8. Try me now
9. Glory Days
10. Survival
11. Special Love
12. MC
13. 証拠
14. アンジョーヤリーナ
15. 週刊うまくいく曜日
16. MC
17. The Call
18. GimmeGimmeGimme
19. do you know, girl??
20. Jr.コーナー
  - A.D.D.I.C.T
  - 関西アイランド
21. Go Low Low
22. 君だけの 僕だけの
23. アメノチハレ
24. HEY!!!!!!!
25. アカンLOVE〜純情愛やで〜
26. スタートダッシュ!
27. 人生は素晴らしい
28. ホメチギリスト
29. パリピポアンセム
30. Big Shot!!
31. to you

ENCORE
1. ええじゃないか

#### 初回盤・DISC2
1. ANS(2020.12.13 13:00公演)
2. SOLO ANGLE(Survival/アンジョーヤリーナ/Go Low Low/to you)

#### 通常盤・DISC2
1. Tour Documentary -Long & Winding Road-

## チャート成績
DVDが4.3万枚、Blu-rayが7.2万枚を売り上げ、2021年10月18日付「週間DVDランキング」「週間Blu-ray Discランキング」共に初登場1位を獲得。合計した「ミュージックDVD・BDランキング」でも11.5万枚で自身初となる初週10万枚超えを記録し、映像3部門で同時1位を獲得した。 